# Фейгенбаум, Йехошуа
Йехошуа Фейгенба́ум (ивр. יהושע "שייע" פייגנבוים‎; род. 5 декабря 1947 или 15 февраля 1947, Австрия) — израильский футболист и футбольный тренер, играл на позиции нападающего. Участник чемпионата мира 1970 года.

## Биография

### Клубная карьера
В течение 15 сезонов Фейгенбаум играл за «Хапоэль» из Тель-Авива, в составе которого выиграл два чемпионских титула, Азиатский клубный чемпионат в 1967 году и Кубок Израиля в 1972 году. Всего во всех турнирах сыграл за «Хапоэль» 368 матчей и забил 132 гола, благодаря чему является лучшим бомбардиром «красных демонов» в истории клуба. В 1979 году перешёл в «Шимшон», в котором отыграл целый сезон.
В 1980 году перешёл в «Хапоэль» из Иерусалима, за который сыграл 29 матчей и забил 5 голов. Затем он играл за «Хапоэль» из Рамат-Гана и «Хапоэль» из Хайфы. Завершил игровую карьеру в клубе из низшего дивизиона «Бейтар» из города Рамла.

### Карьера в сборной
В составе сборной Израиля Фейгенбаум принимал участие на олимпийском турнире 1968 года, где сыграл в 4 матчах на турнире, а в игре с Ганой оформил хет-трик; тот матч закончился победой Израиля со счётом 5:3.
На чемпионате мира 1970 года Фейгенбаум сыграл в трёх матчах группового этапа со сборными Уругвая (0:2), Швеции (1:1) и Италии (0:0). На дебютном для себя турнире сборная Израиля заработала 2 очка и не вышла из группы. Всего за сборную Израиля сыграл 50 матчей, в которых забил 24 гола.

### Тренерская карьера
Фейгенбаум на протяжении всей тренерской карьеры возглавлял 17 разных клубов, среди которых были «Хапоэль» (Хайфа), «Хапоэль» (Иерусалим), «Маккаби» (Петах-Тиква), «Бней Иегуда» и «Бней Сахнин».

## Достижения
«Хапоэль (Тель-Авив)»
- Чемпион Израиля (2): 1965/66, 1968/69
- Обладатель Кубка Израиля (1): 1971/72
- Обладатель Суперкубка Израиля (3): 1966, 1969, 1970
- Победитель Азиатского клубного чемпионата (1): 1967